# Odostomia ulloana
Odostomia ulloana är en snäckart som beskrevs av Strong 1949. Odostomia ulloana ingår i släktet Odostomia och familjen Pyramidellidae. Inga underarter finns listade i Catalogue of Life.